# Kroměříž
Kroměříž ([ˈkromɲɛr̝iːʃ]; tysk: Kremsier) er en by i regionen Zlín i Tjekkiet med omkring 28.000 indbyggere. Den er kendt for Kroměříž-slottet med slotshaver, som er på UNESCOs verdensarvsliste . Den historiske bykerne med slotskomplekset er velbevaret og er beskyttet ved lov som et bymonumentreservat.
Landsbyerne Bílany, Drahlov, Hradisko, Kotojedy, Postoupky, Těšnovice, Trávník, Vážany og Zlámanka er administrative dele af Kroměříž.

## Geografi
Kroměříž ligger omkring 20 km nordvest for Zlín. Omkring to tredjedele af kommunens område ligger i Litenčice-bakkerne, den østlige del ligger i dalen til øvre Morava. En lille sydlig del strækker sig ind i Chřiby-området. Det højeste punkt på området er Obora-bakken med en højde på 322 meter over havet. Floden Morava løber gennem byen.

## Historie
Den første skriftlige omtale af Kroměříž (under dets latinske navn Cromezir) er i et dokument skrevet mellem 1107 og 1125, da bosættelsen blev købt af biskoppen af Olomouc Jan 2. Nogle kilder citerer en skøde fra en anden Olomouc-biskop Jindřich Zdík fra 1141 som den første ubestridelige skriftlige omtale af Kroměříž. I middelalderen var den en markedsby på krydset mellem rav- og saltvejene. Den lå ved et vadested over Morava, hvor der blev opkrævet vejafgift.
I det 13. århundrede blev Kroměříž centrum for herredømmet ejet af Olomouc bispedømme. Johanniterordenen slog sig ned her og havde bygget en kirke og administration i 1238. I 1241 og 1253 blev Kroměříž plyndret af tatarerne, kumanerne og ungarerne.Bebyggelsen affolkedes og måtte koloniseres. Kroměříž er sidst omtalt som en markedsby i et dokument af Ottokar 2. af Bøhmen fra 1256. Efter 1256 kom Olomouc-biskoppen Bruno von Schauenburg til magten over Kroměříž. Han bidrog grundlæggende til dens udvikling. Han grundlagde markedspladsen på bakken over den oprindelige bebyggelse og omgav den med mure. Han fik også bygget Sankt Maurice-kirken og fik plantet vinmarker omkring bebyggelsen. I 1266 blev Kroměříž først omtalt som en by.
I 1322 fik jøder lov til at bosætte sig i byen. I midten af det 16. århundrede var Kroměříž jødiske samfund det største livegne jødiske samfund i Mæhren. Biskopperne beskyttede byen og opkrævede skatter.
Under biskop Stanislav 1. Thurzos styre blev den lokale biskops residens repareret og ombygget til et sengotisk og renæssanceslot. Hans tilhængere forfinede byen yderligere og sørgede for kostbare bygningsreparationer.
Byen og slottet blev hårdt beskadiget i Trediveårskrigen. Det blev plyndret af svenske tropper under kommando af Lennart Torstensson i 1643. De fleste bygninger blev brændt ned. Byen blev yderligere beskadiget af en stor brand i 1656. Kroměříž kom sig under biskop Karl 2. von Liechtenstein-Kastelkorns styre, som havde genopbygget byen og slottet. Slottet blev først repareret og i 1686 fuldstændig genopbygget. Han har også repareret bymure og grundlagt en mønt og repræsentative haver i 1666-1675. Kroměříž blev igen en vigtig by.
Den konstitutive kejserlige kongres sad i Kroměříž i 1848. I august 1885 fandt et møde sted her mellem den østrigske og den russiske kejser.

## Seværdigheder
Byen er bedst kendt for det barokke Kroměříž Slot med dets værdifulde haver. Det polygonale tårn på slottet er det vigtigste vartegn såvel som den ældste rest af det gamle bispeborg. Haverne og slottet i Kroměříž blev føjet til listen over UNESCOs verdensarvssteder i 1998. 
Byens hovedmuseum er Kroměříž Region Museum. Der er også Karel Kryls udstilling om liv og arbejde for en af byens mest berømte beboere. I den tidligere Bispemønt fra 1665 er en møntudstilling.